# Rollera
Rollera is een historisch merk van tricars.
Rollera was een Frans bedrijf dat vanaf 1958 driewielers leverde. Er zat een 125 cc AMC-tweetaktmotor naast de bestuurder. Het was een zeer kleine driewielige auto die één voor- en twee achterwielen had.